# Silz (Mühlbach)
Die Silz ist ein Bach in Darmstadt.

## Etymologie
Der Name „Silz“ wurde von Sülz (= schlammige Pfütze) abgeleitet.
Die „Dragonertränke“ hat ihren Namen nach der einstigen Ausweitung der Silz zu einer Pferdeschwemme erhalten.
Der Name erinnert an die Dragoner, die in der Nähe des Kalkofens im 18. Jahrhundert in einem großen Sandgelände ein Feldlager hatten, wo sie ihre Pferde tränkten.

## Verlauf
Die Silz entspringt – als einziger der Darmstädter Bäche in der Darmstädter Gemarkung selbst – auf einem schmalen, früher sumpfigen Wiesenstreifen hinter dem Schloss Einsiedel am Ostrand des Darmstädter Oberwalds.
Von dort erhält die Silz, die nur wenig Wasser aus der eigenen Quelle bezieht, einen Zufluss vom Frieselbrunnen, der zu jeder Jahreszeit gleichmäßig ergiebig ist.
Dieser Zufluss wurde zu Beginn des 19. Jahrhunderts angelegt, um die Waldwiese, in die der Brunnen floss, trockenzulegen und den heutigen Zimmerer Weg zu sichern.
Der Zimmerer Weg führte damals zu einem Steinbruch und sollte befahrbar bleiben.
Die Silz unterquert die Kranichsteiner Straße, fließt durch das Naturschutzgebiet Silzwiesen in westliche Richtung und durchfließt den künstlichen Dianateich.
Der Landgrafenteich entwässert in die Silz.
Westlich des Dianateiches passiert die Silz die so genannte Dragonertränke.
Anschließend fließt der Bach an den so genannten Totenbergen und dem Leichgarten vorbei.
Danach unterquert er den Dreischläger Weg.
Am Nordrand von Darmstadt-Arheilgen vereinigt sich die Silz mit dem Ruthsenbach zum Mühlbach.
Dieser fließt in westlicher Richtung Weiterstadt-Gräfenhausen und Groß-Gerau weiter.
Er trägt seinen Namen, weil er mehrere Mühlen mit Wasser versorgte.
Der Mühlbach zeichnet sich durch ein relativ unberührtes Bachbett und eine relativ gute Wasserqualität aus.

## Mühlen
Mühlen am Mühlbach in absteigender Reihenfolge:
- Aumühle
- Küchenmühle
- Ottilienmühle